# The Christmasaurus LIVE!
The Christmasaurus LIVE! – świąteczny spektakl na podstawie książki "The Christmasaurus" z utworami skomponowanymi przez autora powieści Toma Fletchera. Spektakl wystawiany dziesięć razy od 21 do 28 grudnia 2017.

## Lista utworów
1. It Must Be Christmas Time
2. Dig, Diggedy Dig (The Digging Song)
3. The Christmasaurus
4. Thin Ice
5. Someone More Than Me
6. The Nice List
7. I've Been a Good Girl
8. I Believe It Could
9. I Ho, Ho, Hope It's Santa
10. I Love Creatures
11. Christmas Makes Me Sick
12. Afraid of Heights
13. Don't Know What It Is
14. If You Believe